# Нижнетиховский
Нижнетиховский — хутор в Верхнедонском районе Ростовской области.
Входит в состав Мещеряковского сельского поселения.

## Население
| 1989 | 2002 | 2010 |
| ---- | ---- | ---- |
| 300  | ↘224 | ↘207 |

## Улицы
| - ул. Асфальтная - ул. Верхняя - ул. Ермака | - ул. Нижняя - ул. Степная - ул. Школьная |

## Археология
Территория Ростовской области была заселена ещё в эпоху неолита. Люди, живущие на древних стоянках и поселениях у рек, занимались в основном собирательством и рыболовством. Степь для скотоводов всех времён была бескрайним пастбищем для домашнего рогатого скота. От тех времен осталось множество курганов с захоронениями жителей этих мест. Курганы и курганные группы находятся на государственной охране.
Поблизости от территории хутора Нижне-Тиховского Верхнедонского района расположено несколько достопримечательностей — памятников археологии. Они охраняются в соответствии с Федеральным законом от 25.06.2002 N 73-ФЗ «Об объектах культурного наследия (памятниках истории и культуры) народов Российской Федерации», Областным законом от 22.10.2004 N 178-ЗС «Об объектах культурного наследия (памятниках истории и культуры) в Ростовской области», Постановлением Главы администрации РО от 21.02.97 N 51 о принятии на государственную охрану памятников истории и культуры Ростовской области и мерах по их охране и др.
- Курганная группа «Чубовский I» (13 курганов). Находится на расстоянии около 7,7 км к юго-востоку от хутора Нижне-Тиховского.
- Курган «Марфушкин». Находится на расстоянии около 5,2 км к юго-востоку от хутора Нижне-Тиховского.
- Курганная группа «Чаплинский I» (9 курганов). Находится на расстоянии около 1,25 км к востоку от хутора Нижне-Тиховского.
- Курганная группа «Чаплинский II» (3 кургана). Находится на расстоянии около 0,9 км к востоку от хутора Нижне-Тиховского.
- Курган «Чаплинский III». Находится на расстоянии около 0,4 км к юго-востоку от хутора Нижне-Тиховского[4].